# おはよう阿部ニュー
『おはよう阿部ニュー』（おはようあべニュー）は、茨城放送（現在のLuckyFM茨城放送）で1990年10月1日から1992年10月1日までの間、毎週月曜日から木曜日の7:00 - 11:00（JST）に放送していたワイド番組。

## 概要
1990年秋改編でそれまでの朝のワイド番組と午前のワイド番組を統合する形でスタートした。

本番組は週の前半（月 - 木曜）に放送し、週後半は同時間帯で「Dokkin!遠藤理です」を放送していた。

番組は3年目に突入した1992年10月1日放送分で終了した。翌週10月5日からは当時茨城放送のアナウンサーだった田辺昭雄がメインパーソナリティーの『なべちゃんのやる気の出るラジオ』にリニューアルした。

## 出演者

### パーソナリティ
- 阿部重典

### アシスタント
- 濱野直子

## コーナー
- 朝日新聞ニュース
- ヤナセスポーツニュース
- ラジオ県民室
- 今日は何の日
- スポーツローカル情報
- スクーピーレポート
- スポーツアラカルト（火のみ）
- 今井通子ステキにチャレンジ（水・木のみ）
- 朝刊すわりよみ
- 誕生月のお花プレゼント
- 電話でこんにちは
- 県警からのお知らせ
- 今日のお元気さん（10時台のみ）
- 史上最大のむずかしいクイズ
- 阿部重典の行ってきま～す（月のみ）
- あなたの県政（水のみ）
- シビック・ホット・ポイント（木のみ）